# Calamaria buchi
Espèce
Statut de conservation UICN

 DD  : Données insuffisantes
Calamaria buchi  est une espèce de serpents de la famille des Colubridae.

## Répartition
Cette espèce est endémique du Viêt Nam.

## Description
L'holotype de Calamaria buchi, une femelle, mesure 389 mm dont 15 mm pour la queue.

## Étymologie
Cette espèce est nommée en l'honneur du père Adolphe Buch qui a collecté l'holotype.

## Publication originale
- Marx & Inger, 1955 : Notes on the snakes of the genus Calamaria. Fieldiana: Zoology, vol. 37, n. 7, p. 167-209 (texte intégral).